# Нова церква (Делфт)
Нова церква (нід. Nieuwe Kerk (Delft), Нівекерк → МФА: [ˈniwə ˈkɛrk]) — католицький парафіяльний храм міста Делфт, Нідерланди; яскрава історико-архітектурна пам'ятка готичного стилю кінця XIV—XV століть.
Церква розташована на головній міській площі Ринок навпроти ратуші.

## Опис

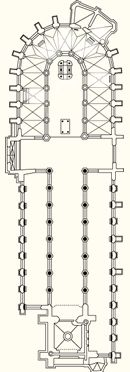
План церкви

План церкви відповідає традиційним символічним християнським канонам: хрестова форма — символ Христа, 12 колон хорів символізують 12 апостолів, 4 квадратні колони — 4 євангелістів, а 16 колон центрального нефа — 16 пророків.
Дзвіниця Нової церкви в Делфті має висоту 108,75 м і є другою за висотою в Нідерландах після вежі Утрехтського кафедрального собору. Дзвони дзвіниці відносяться до 1660 року. Вони були відлиті із залишків дзвонів делфтської ратуші, що сильно постраждала в результаті пожежі 1618 року.
Сучасний храмовий орган має 48 голосів і близько 3 000 рур. Він був виготовлений майстрами з Утрехта «Й. Бетц і партнери» і встановлений у 1839 році.
Церква є усипальницею представників Оранської династії. Першим у ній 1584 року був похований Вільгельм I Оранський (його надгробок розташований у самій церкві і був виконаний Гендріком де Кейзером у 1614—23 роках). Решту членів нідерландської королівської родини ховали в склепі, розташованому в крипті церкви, вхід до якого закритий для громадськості.
Найвідомішим з похованих у церкві городян Делфта є Гуго Гроцій. Епітафія на латині під його мармуровим портретом каже: «Чудо Європи, благословенний мудрець». У церкві також покоїться принц Клаус фон Амсберг (†2002).

## Історія
Перша дерев'яна будівля Нової церкви в Делфті була зведена в 1351 році, храм було присвячено Діві Марії.
Будівництво мурованої культової споруди розпочалося 1396 року, і в 1420 році церква була збудована, а от будівництво храмової дзвіниці тривало до вересня 1496 року. Новою покровителькою церкви стала св. Урсула.

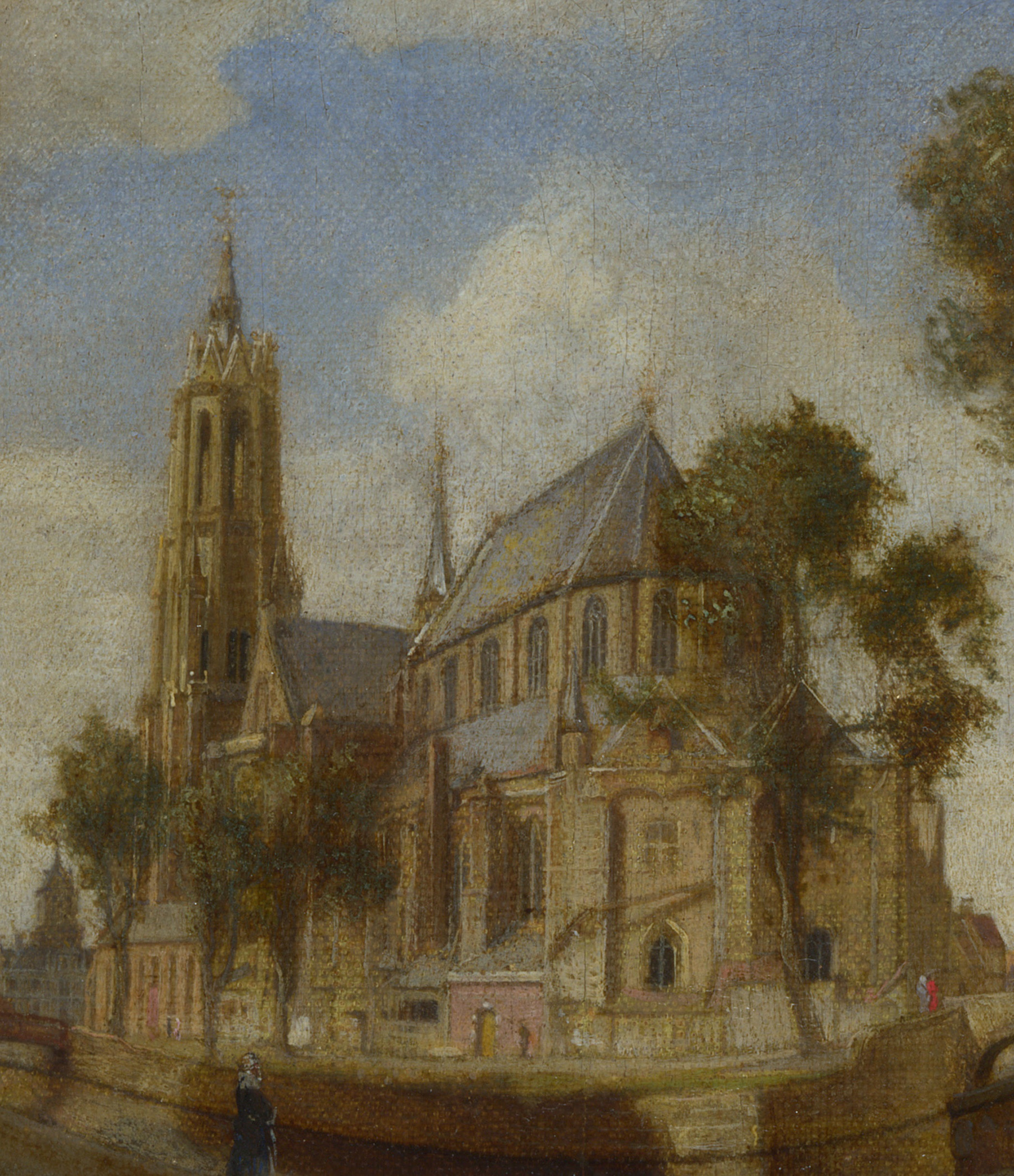
Нова церква Делфта на старовинній картині Фабріціуса

3 травня 1536 року в дзвіницю церкви вдарила блискавка, яка спричинила сильну пожежу, в результаті якої були знищені орган, дзвони і вітражі, також завалився дах верхнього нефа. А ще менше ніж за півроку — 12 жовтня 1654 року церква була сильно пошкоджена внаслідок вибуху на пороховому складі (серед іншого були втрачені вітражі). Однак уже навесні наступного року (1655) делфтська Нова церква була відновлена і знову діяла.
У 1872 році знову блискавкою був зруйнований шпиль вежі Нової церкви у Делфті. Його відновили за проектом відомого нідерландського архітектора Пітера Кейперса.
Реставраційні роботи у церкві здійснювалися також у 1920-х, 1960-х і 1980-х роках. У 1930-ті у делтфській Новій церкві були встановлені нові вітражі. Більшість вітражів виконано Віллемом Конейненбургом.
У теперішній час Нова церква Делфта функціонує як культова споруда (богослужіння проводяться по неділях і під час християнських свят) і як музей. Тут також регулярно відбуваються концерти органної музики.

## Галерея

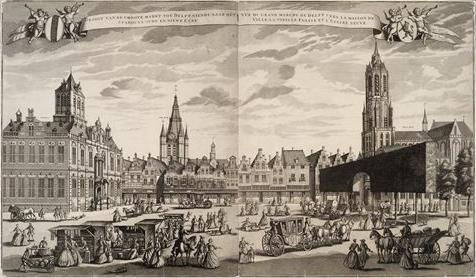
Вид на ринкову площу Делфта (Хроте Маркт), ратушу, Стару і Нову церкви, гравюра близько 1730 року
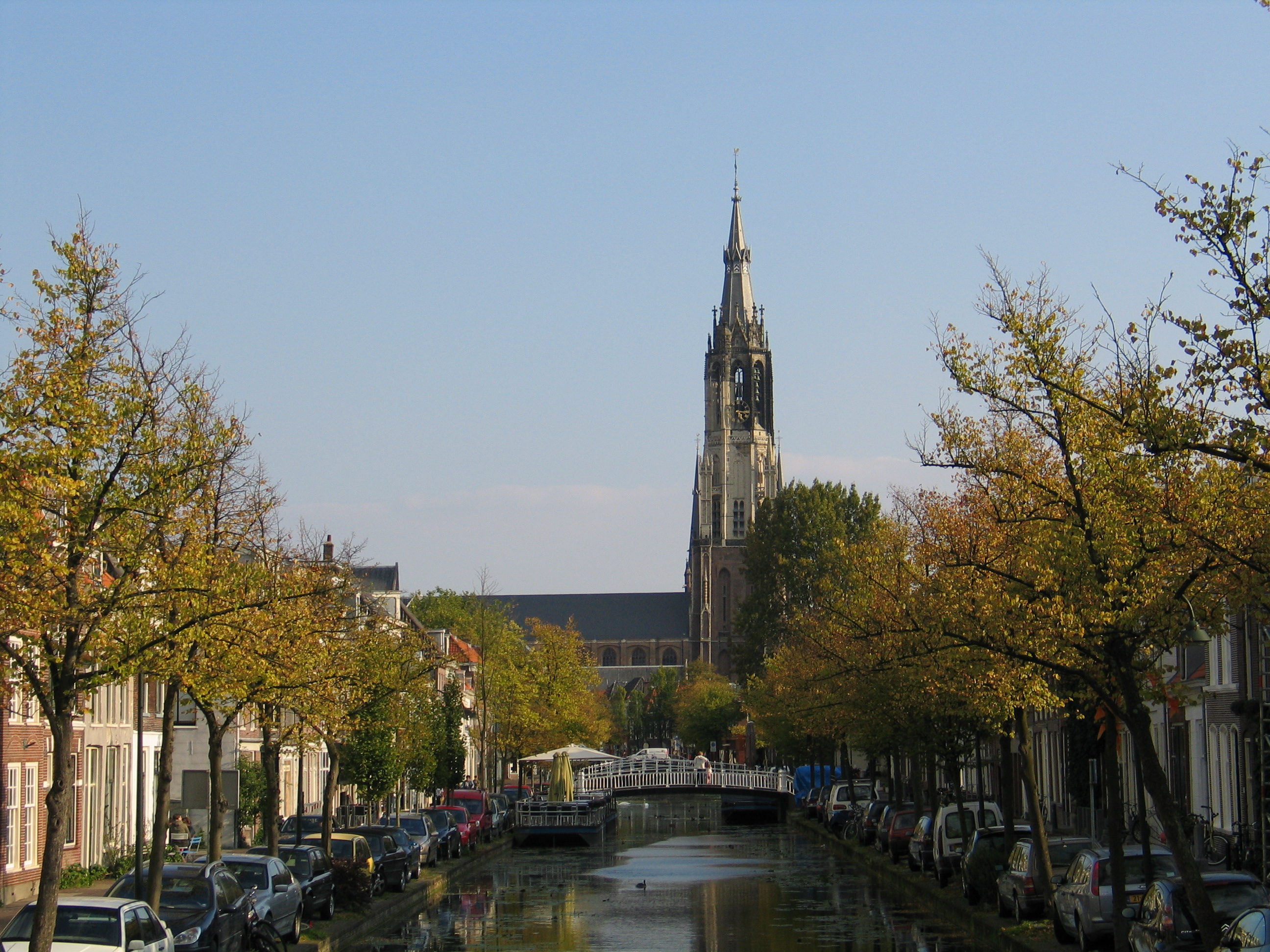
Вид на Нову церкву в Делфті, вересень 2008 року
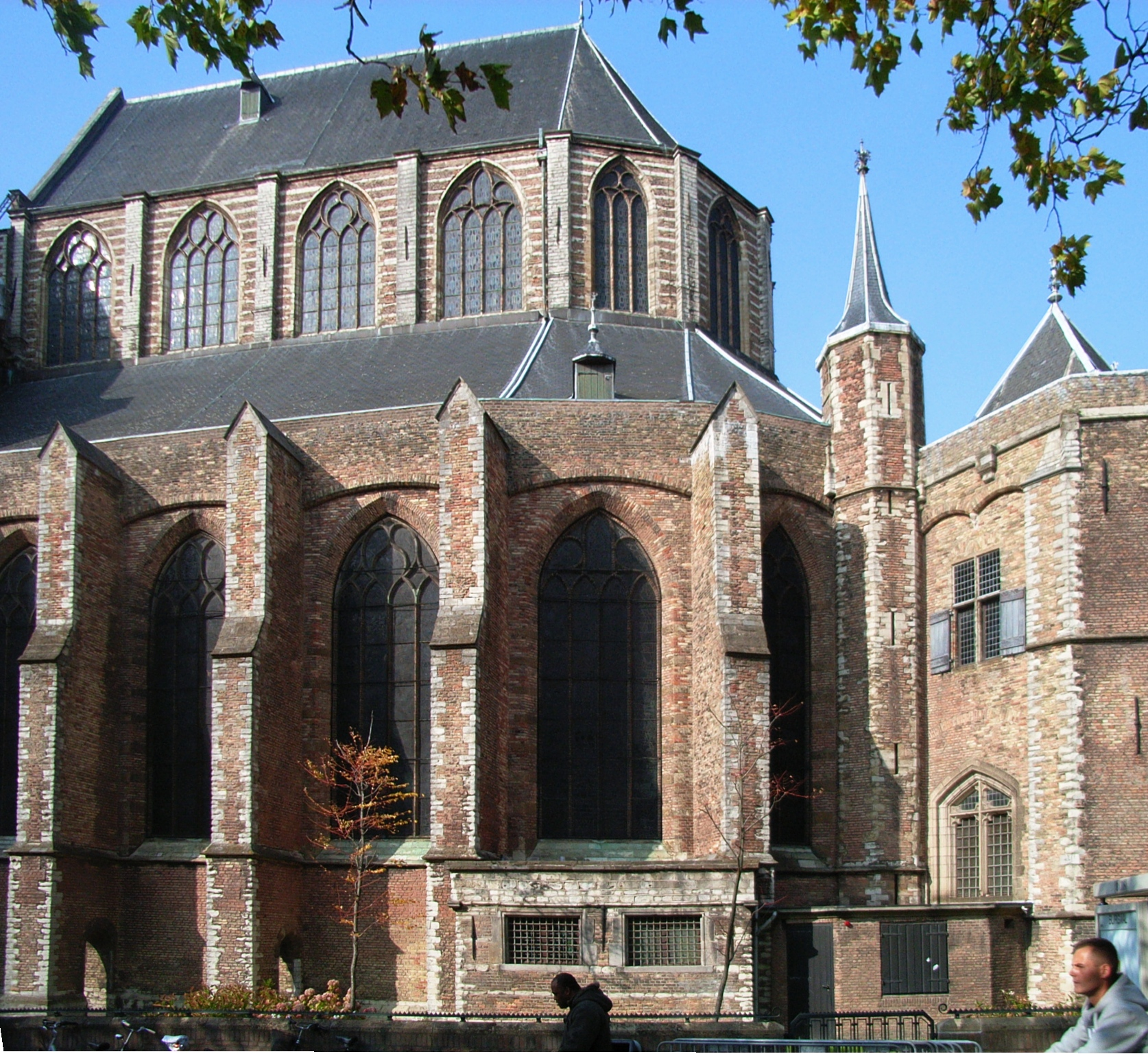
Церковні хори
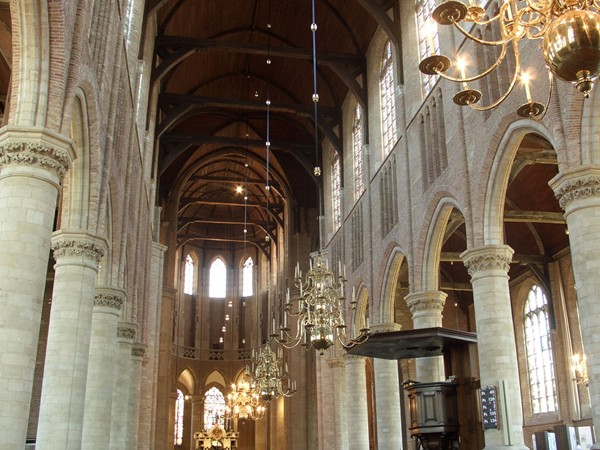
Інтер'єр храму